# Rhipidia jubilata
Rhipidia jubilata är en tvåvingeart som först beskrevs av Alexander 1938.  Rhipidia jubilata ingår i släktet Rhipidia och familjen småharkrankar.
Artens utbredningsområde är Ecuador. Inga underarter finns listade i Catalogue of Life.